# Agría
Pour les articles homonymes, voir Agria.
Agria (grec moderne : Αγριά) est une ville et une ancienne municipalité en Magnésie,  Thessalie, Grèce. Depuis la réforme du gouvernement local de 2011, elle fait partie de la municipalité Volos, dont elle est une unité municipale. L'unité municipale a une superficie de 25,227 km2. Il se trouve sur la péninsule de Pélion à environ 7 km de Volos.

## Nom
Il existe différentes opinions sur le nom de la ville. Certains pensent que le nom vient d'oliviers sauvages (Agrielies) (Αγριελιές), ou d'une petite plante nommée « Agriada » (grec moderne : Αγριάδα). Un érudit nommé Patroklos Palamidas du village voisin de Lechonia a déclaré que le nom provenait d'un ancien temple qui existait dans la région et était dédié à Agrea Dimitra (grec moderne : Αγραία Δήμητρα).

## Occupation ottomane (1423-1881)
Pendant l'occupation turque, à Agria, il y avait peu d'établissements tels qu'une auberge pour caravanes et un poste de péage. Cependant, les maisons ont été construites au début du XIXe siècle, avant la Révolution de 1821. C'est une ville relativement nouvelle (la communauté a été créée en 1912). La zone appartenait autrefois aux villages de Drakia et d'Agios Laurentios, un port à partir duquel ces villages et d'autres distribuaient des produits agricoles et artisanaux.

## Croissance économique

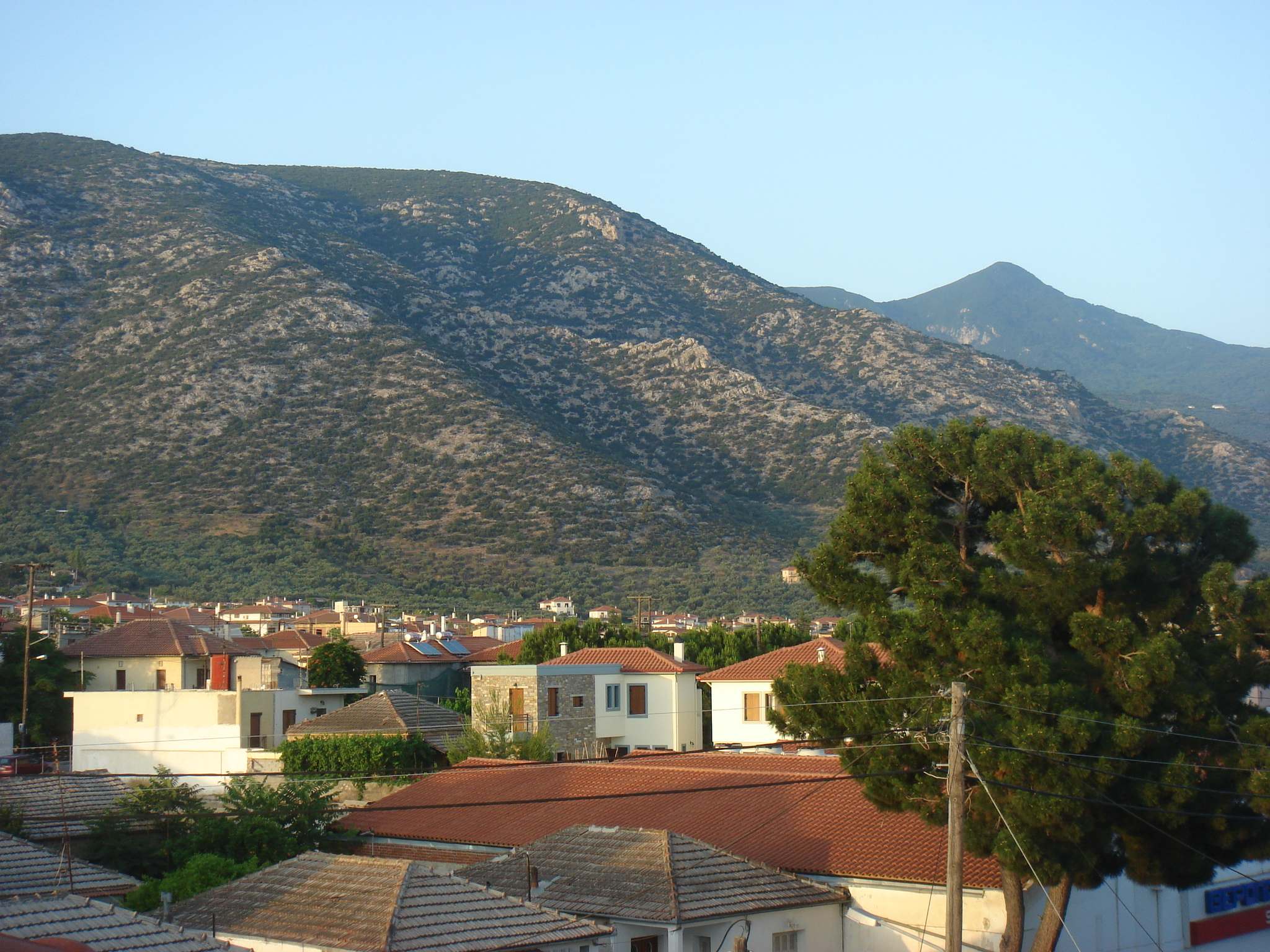
Vue panoramique.

De 1809 à 1860, des entreprises furent créées pour exporter de l'artisanat local et du cuivre vers l'Europe occidentale, la Roumanie et la Russie.
Agria a commencé à se développer rapidement après l'annexion de la Thessalie aux Turcs et avec la construction d'un réseau routier et ferroviaire côtier en 1895 qui reliait Volos aux villages du sud-ouest de Pélion, qui exportaient des fruits de mer, de l'huile et des olives noires de la baie. .
En 1911, la cimenterie A.G.E.T HERCULES (grec moderne : Α.Γ.Ε.Τ ΗΡΑΚΛΗΣ) y fut fondée. L'usine occupe un port naturel et compte parmi les plus grands producteurs de ciment d'Europe, d'Asie et d'Amérique.
En 1920, un journal commercial anglais déclarait qu'Agria était « le plus grand port du monde » en référence à ses exportations d'olives et d'huile. Environ deux cent mille kilos (200 tonnes) d'olives de table sont exportés chaque année depuis Agria.
Une nouvelle vague de résidents s'installa à Agria en 1922 lorsque des réfugiés d'Asie Mineure, principalement de Thrace orientale, s'y réfugièrent après avoir été expulsés de leur pays d'origine.
Agria au XXe siècle a connu une croissance démographique et industrielle. La célèbre EPSA (grec moderne : ΕΨΑ), fondée en 1924 par les frères Kosmadopoulos, propriétaires d'une banque, a construit une usine réfrigérée de fruits et de glace. La surproduction de citrons dans le mouvement déjà développé de limonade traditionnelle provenant des vendeurs d'Asie Mineure, a conduit les propriétaires à recruter un ingénieur allemand pour gérer une usine d'embouteillage de boissons. La légende veut que l'ingénieur allemand ait découvert une recette rare pour la production de limonade, la recette encore utilisée aujourd'hui est inchangée et le stock de l'entreprise.

D'autres entreprises locales furent fondées et prospérèrent alors comme les usines de conditionnement et de commerce des olives, l'industrie de transformation du bois qui était à l'origine artisanale la construction de tonneaux et la modernisation de l'industrie tournée vers le travail du bois et du meuble en même temps. D'autres petites entreprises, également pour la plupart des entrepôts pétroliers, ont commencé à fonctionner et à attirer des gens vers Agria.

## Occupation italienne et allemande de la Seconde Guerre mondiale (1941-1944)

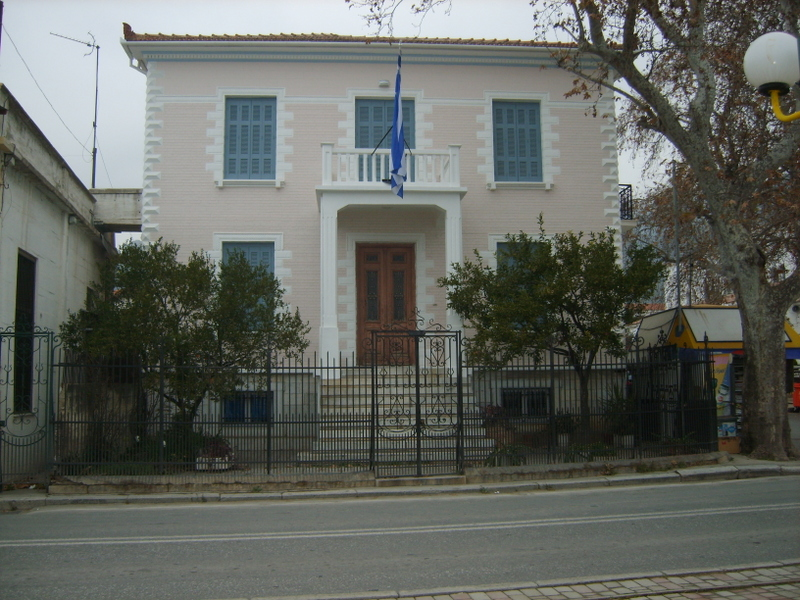
Administration de la Seconde Guerre mondiale.

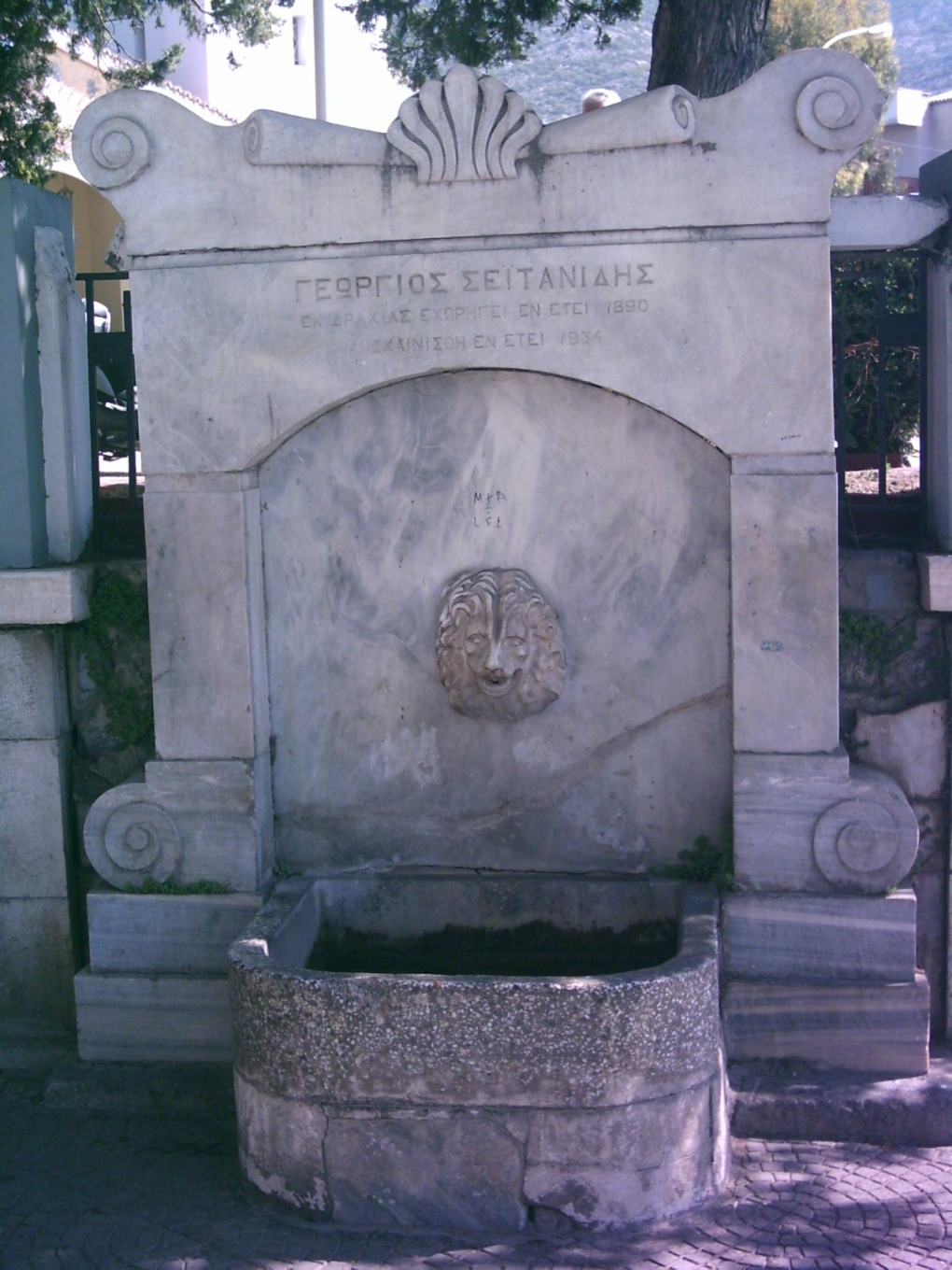
Une fontaine d'Agria. La fissure sur ce robinet d'eau est venue d'une balle de fusil de soldat allemand.

De juin 1941 à septembre 1943, le village fut la base des forces d'occupation italiennes. D'octobre 1943 à septembre 1944, Agria était le siège et la base des opérations d'une compagnie du génie de terrain de la 4e Polizei Waffen SS, la 16e Coy SS Pz. Gren. Rgt 8. Le bâtiment du commandant existe toujours. Il s'agit d'une maison néoclassique située au centre d'Agria à côté de l'église Saint-Georges (Agios Georgios).

## Tourisme
Pendant les mois d’été, elle devient une destination touristique populaire. Le grand boulevard d'Agria et la plage voisine de Soutrali sont propices à la baignade. Les chapelles de Timios Stavros, Panaghia Goritsa et Panaghia Tripa, construites dans les rochers, sont remarquables par leur beauté et leur simplicité. Fin juillet ont lieu des expositions d'art populaire et de danses locales. Également au milieu de l'été, lorsqu'il y a une nouvelle lune, il y a une célébration en l'honneur des pêcheurs (psaradiki vradia) où de la Kakavia (soupe de poisson traditionnelle) fraîche est servie. La région comptait autrefois de nombreuses oliveraies qui, malheureusement, ont été remplacées aujourd'hui par des bâtiments modernes.

## Personnes notables
- Vangelis (1943-2022), compositeur et musicien